# Michaela Doleželová
Ne doit pas être confondu avec Michaela Doležalová.
Michaela Doleželová est une sauteuse à ski tchèque née le 12 juillet 1994.

## Palmarès

### Championnats du monde
| Épreuve / Édition  | Liberec 2009                     | Oslo 2011                        | Val di Fiemme 2013 | Falun 2015 |
| Individuel         | 27e                              | 28e                              | 28e                | 29e        |
| Par équipes mixtes | Épreuve inexistante à cette date | Épreuve inexistante à cette date | 10e                | 11e        |

### Universiades
- Médaille d'argent du concours individuel à l'Universiade d'hiver 2013

### Coupe continentale
- Première participation le 6 août 2006 à Klingenthal.
- Meilleurs résultats :
  - hiver : 5e au concours de Zakopane le 7 février 2009 ;
  - été : 14e au concours de Oberwiesenthal le 21 août 2010.

### Coupe du monde
- Meilleur résultat : 11e.

#### Classements généraux annuels
| Année | Rang |
| 2012  | 44e  |
| 2013  | 39e  |
| 2014  | 32e  |
| 2015  | 44e  |